# Михајло Велики Комнин
Михајло Велики Комнин (грч. Μιχαήλ Μέγας Κομνηνός) је био трапезунтски цар 1341. и од 1344. до 1349. из династије Великих Комнина. Био је млађи син цара Јована II Комнина и царице Евдокије Палеологине.
Постоји врло мало записа о њему из младости, али се наводи да је остављен на чување код свог ујака, цара Андроника II Палеолога, као и да је касније оженио ћерку племића Константина Акрополита са којом је добио сина Јована III.

## Младост
На основу изјаве Нићифора Григоре да је Михаило 1344. године имао 56 година, може се закључити да је рођен око 1288. године. Михаила је довела у Цариград 1297. године, његова мајка царица Евдокија, после смрти цара Јована II и ступања на престо његовог брата Алексија II. Неколико година касније, царица Евдокија се вратила у Трапезунт, вероватно оставивши Михаила у Цариграду.
О његовом животу у наредним деценијама нема много информација. Михаило је по свој прилици остављен на бригу свом ујаку, цару Андронику II Палеологу, чији су покушаји да диктира са ким ће се његов брат и њихова мајка венчати били осујећени; нејасно је какав су утицај ови неуспеси имали на Михаила. Извесно је да Михаило није био ограничен само на манастир, јер је оженио ћерку племића Константина Акрополита, Акрополитису, од које је добио сина Јована III. Затим је уследио период грађанског рата између цара Андроника II и његовог унука цара Андроника III Палеолога, када је Михаило био у средњим годинама; коју је страну у рату подржавао, или да ли је уопште стао на страну у овом сукобу, опет се не зна. Коначно, неколико чланова породице његовог брата – прво Алексијев син Василије, затим Василијева два сина – боравила су у Цариград као прогнаници из сукоба у Трапезунту. Не зна се да ли је Михаило имао контакт са њима, да ли им је пружио помоћ, или да ли је уопште знао да су у граду.
Од 1341. године, поново имамо више информација о  Михаиловом животу. Те године група представника фракције Схолараната, предвођена Никитом Схоларијем и Григоријем Мицоматом, стигла је из Трапезунта и убедила намеснике младог цара Јована V Палеолога да дозволе Михаилу да се врати. Тамо ће се оженити свргнутом царицом Ирином Палеологином и заузети царски престо.
Када су Михаилова три брода стигла до Трапезунта 30. јула 1341. године, открио је да је царица Ирина свргнута, а да је његова братаница, Ана Анахутлу, постала нова царица. Као легитимни мушки потомак владајуће породице, Михаило је добио подршку већег дела становништва и био је проглашен за цара. Део племства, на челу са митрополитом Акакијем, прихватио га је за свог господара и спровео у палату. Међутим, чим је пала ноћ, племићи су затворили Михаила, не желећи да њима влада зрео и снажан монарх. Анине трупе Лази су растерале Михаилове присталице и опљачкале његове бродове. Следећег дана је послат у Ејнион, а затим у Лимнију, где га је држао мега дукс Јован Евнух.
Када је Михаилов син, Јован III, постао цар у септембру 1342. године, Михаило је остао у затвору. Јованова неспособна владавина отуђила је његове главне присталице од њега, међу којима је био и Никита Схоларије, који је са војском кренуо у Лимнију (где је Јован Евнух недавно био убијен), ослободио је Михаила и вратио се са њим у Трапезунт. Цар Јован III је свргнут и послат у манастир Светог Саве под византијском стражом, док су племићи који су га подржавали убијени. Михаило је крунисан 3. маја 1344. године.

## Владавина
Цар Михаило је Никити доделио титулу мега дукса и био је приморан да потпише документ којим су Никита и његови министри добили скоро сву власт у Царству, обећавајући да ће тражити њихов савет у свим званичним акцијама. Овај уставни експеримент био је кратког даха, јер је највеће противљење долазило од народа Трапезунта. Били су бесни када су видели да је цар лишен свог ефективног ауторитета и народ се подигао на устанак против олигархије Схолараната. Цар Михаило је брзо искористио прилику и ухапсио и затворио Никиту 1345. године. Такође, послао је свог сина Јована у Цариград, а затим у Адријанопољ, где је требало да буде заточен како би спречио да постане даљи фокус незадовољних племића Трапезунта.
Користећи нестабилност у Трапезунту, Туркмени су напали Царство 1346. године, заузевши градове Хагиос Андреас и Ејнион. У септембру 1347. године, Црна смрт је погодила Трапезунт, куга је беснела наредних седам месеци. Њени ефекти на град су нејасни: Андреј Ливадинос, који је у то време био у Трапезунту, не помиње епидемију, док Михаило Панарет описује како је Црна смрт однела „многу: децу, мужеве, жене, браћу, сестре, мајке и рођаке.“ Још једна инвазија Туркмена следеће године довела је до тродневне битке. Упркос победи, Михаилов углед као владара није ојачан.
Године 1348. Ђеновљани су заузели Керасунт, други најважнији град Царства у знак освете за масакр Ђеновљана од стране Трапезунтинаца неколико година раније. У мају 1349. године покренута је ђеновљанска експедиција из Кафе против Трапезунта. Мала трапезунтска флота под командом Мега дукса Јована Кавасита је уништена, а народ Трапезунта је одговорио на овај пораз убијањем сваког Западњака којег су затекли у престоници. На крају је постигнут мир са Ђеновљанима, али су у замену за Керасунт добили тврђаву Леонкастрон. Од сада па надаље, комерцијални капацитети Трапезунта су још више смањени, пошто су Ђеновљани почели све више да управљају уносном црноморском трговином.
У то време болесни цар Михаило је био дискредитован и потпуно неспособан да управља Царством које се распадало. Збацио га је 13. децембра 1349. Мега дукс Никита, кога је био приморан да пусти из затвора. Никита и његове присталице поставиле су на престо његовог рођака Јована, сина цара Василија, којег је византијски цар Јован VI Кантакузин послао у Трапезунт, а стигао је 22. децембра. По преузимању круне Јован је узео име цар Алексије III у част свога деде цара Алексија II.
Збачени цар Михаило је био приморан да се замонаши у пећинском манастиру Светог Саве. Године 1351. послат је у Цариград. Цара Михаила ослободио је цар Јован V Палеолог 1355. године; упркос својим шездесетим годинама, кренуо је у Трапезунт, надајући се да ће повратити свој престо. Цар Михаило је напредовао до манастира Сумела, али је био спречен да уђе у своју бившу престоницу. Вратио се у Цариград, где је и умро.

## Акрополитиса
Познато је да се Михаило оженио ћерком византијског великог логотета Константина Акрополита и Марије Комнине Торникине, али име њихове ћерке није остало забележено. Због погодности, научници су јој дали име Акрополитиса, женски облик презимена „Акрополит“. О њој се мало зна; Константин Акрополит пружа већину онога што директно знамо о њој. Цар Андроник II Палеолог је покушао да ожени старијег брата Михаила Великог Комнина, цара Алексија II, са ћерком једног од својих министара, али је био осујећен када се цар Алексије II Велики Комнин оженио принцезом из Грузије, а да није тражио одобрење од свог ујака цара Андроника II Палеолога. Никол примећује да би „било сасвим у складу са разрађеним династичким и брачним плановима цара Андроника II да, пошто није успео да уда ћерку једног од својих министара за цара Трапезунта, он подстакне или уговори удају ћерке његовог Великог Логотета са братом Трапезунтског цара.“ Она је највероватније умрла до 1341. године, те је године Михаило Велики Комнин био позван да се врати у Трапезунт и ожени царицом Ирином Палеологином, удовицом његовог братанца цара Василија Великог Комнина.

## Други могући потомци
„Грузијска хроника” из 18. века извештава о томе како се краљ Ђорђе V од Грузије оженио ћерком „грчког цара, кир Михаила Комнина”. Међутим, владајућа династија Византијског царства у 14. веку били су Палеолози, а не Комнини. У византијским изворима није забележен брак ћерке Михаила IX Палеолога и његове жене Рите Јерменске са грузијским владаром. Не постоји ни постојање ванбрачних ћерки цара Михаила IX. Не зна се да ли је ово била ћерка цара Михаила Великог Комнина од Трапезунта и Акрополитсе.